# Witaj, majowa jutrzenko
Witaj, majowa jutrzenko, znana też jako: Mazurek 3 Maja,  Trzeci maj Litwina  – pieśń związana z Konstytucją 3 Maja, ze słowami wiersza Rajnolda Suchodolskiego.
Melodia jest stylizowana na mazurka. Autorstwo melodii mazurka jest niekiedy przypisywane Fryderykowi Chopinowi, choć jak sugeruje historyk literatury polskiej Roman Kaleta, autorem melodii może być Julian Sabiński. Melodia ta została zaczerpnięta z pieśni Nienawidzę was, próżniaki z tekstem autorstwa Stanisława Doliwy Starzyńskiego.
Tekst został napisany w czasie powstania listopadowego, którego Suchodolski był uczestnikiem. Pieśń przywołuje pamięć Konstytucji 3 Maja, pierwszej konstytucji w Europie.
Utwór ten jest wykonywany corocznie 3 maja podczas podnoszenia flagi państwowej na Placu Zamkowym w Warszawie w czasie obchodów upamiętniających Konstytucję.
Po upadku powstania listopadowego Richard Wagner użył melodii tegoż mazurka jako motywu uwertury „Polonia”. 